# Orley Ashenfelter
Orley Ashenfelter (né le 18 octobre 1942 à San Francisco) est un économiste américain, professeur d'économie à l'université de Princeton. Il est spécialiste de l'économie du travail.
Il est aussi connu pour ses travaux économétriques sur la prédiction de la qualité du vin.

## Publications
- (en) O. Ashenfelter, « Predicting the quality and prices of bordeaux wine », The Economic Journal, vol. 118, no 529,‎ 2008 (DOI 10.1111/j.1468-0297.2008.02148.x)